# Twelve-step Suite
Twelve-step Suite (poznatija i kao Alcoholics Anonymous Suite ili Twelve-step Saga) je 57-minutna suita progresivnog metal sastava Dream Theater. Tekstove za svih pet skladbi suite napisao je Mike Portnoy.
Pjesme iz suite imaju povezane tekstovne i glazbene teme, a možemo ih smatrati i najžeščim skladbama Dream Theatera (osim pjesme "Repentence"). Sve pjesme su posvećene tvorcu programa za odvikavanje od alkohola na kojem se temelje 12 tekstovnih dijelova ove suite, Billu Wilsonu.

## Skladbe
1. The Glass Prison
2. This Dying Soul
3. The Root of All Evil
4. Repentence
5. The Shattered Fortress

## Izvođači
- James LaBrie - vokali
- John Petrucci - električna gitara, akustična gitara
- John Myung - bas-gitara
- Mike Portnoy - bubnjevi
- Jordan Rudess - klavijature

## Vanjske poveznice
- Službene stranice sastava Dream Theater